# Zénaïde Bonaparte
Zénaïde Bonaparte, född 1801, död 1854, var en fransk prinsessa.
Hon var dotter till Joseph Bonaparte och Julie Clary samt brorsdotter till kejsar Napoleon Bonaparte. 
Hon gifte sig 1822 med sin kusin Charles Lucien Bonaparte. Äktenskapet hade arrangerats av hennes far som hoppades att stärka arvsrätten till den franska kejsartronen om dynastin Bonaparte någonsin återkom till makten, vilket vid denna tid inte ansågs omöjligt. De fick elva barn. 
Duvarten Zenaida har fått sitt namn efter henne. 